# Костенец аптечный
Костенец аптечный, скребница аптечная (Asplenium ceterach L.) — многолетний травянистый папоротник, вид растений рода Костенец семейства Костенцовые (Aspleniaceae).

## Морфология
Высота растения составляет от 6 до 20 см. Корневище толстое. Листовые пластинки линейные или линейно-ланцетные, перистые, на конце тупые. Нижняя сторона молодого листа покрыта серебристыми чешуйками, по мере созревания изменяющими цвет на красновато-коричневый. В случае засухи листья опадают. Споры созревают с июня по август.
Хромосомное число 2n = 144.

## Распространение
Растение предпочитает селиться в трещинах на солнечной стороне скал, особенно на известняковых субстратах, доходя до высоты 2700 метров над уровнем моря. В отличие от большинства других папоротников, костенец аптечный солнцелюбив и не требователен к влажности.
Ареал — Северная Африка, Турция, Ближний Восток (кроме Аравийского полуострова), Центральная Азия, Предкавказье и Закавказье; в странах Европы (за исключением бывшего СССР и стран Северной Европы) встречается почти повсеместно. В Крыму произрастает преимущественно на южном макросклоне Горного Крыма. Изредка встречается на Керченском полуострове, в местах выходов известняковых обнажений (Караларский парк и гора Опук).

## Использование
В народной медицине костенец аптечный используется как мочегонное средство.
Хорошо известна способность данного вида противостоять засухе благодаря быстрому восстановлению под воздействием увлажнения. Данное явление обусловлено в том числе высокой концентрацией фенольных соединений, таких как хлорогеновая кислота C16H18O9 и кофейная кислота C9H8O4, в тканях растения.

## Галерея

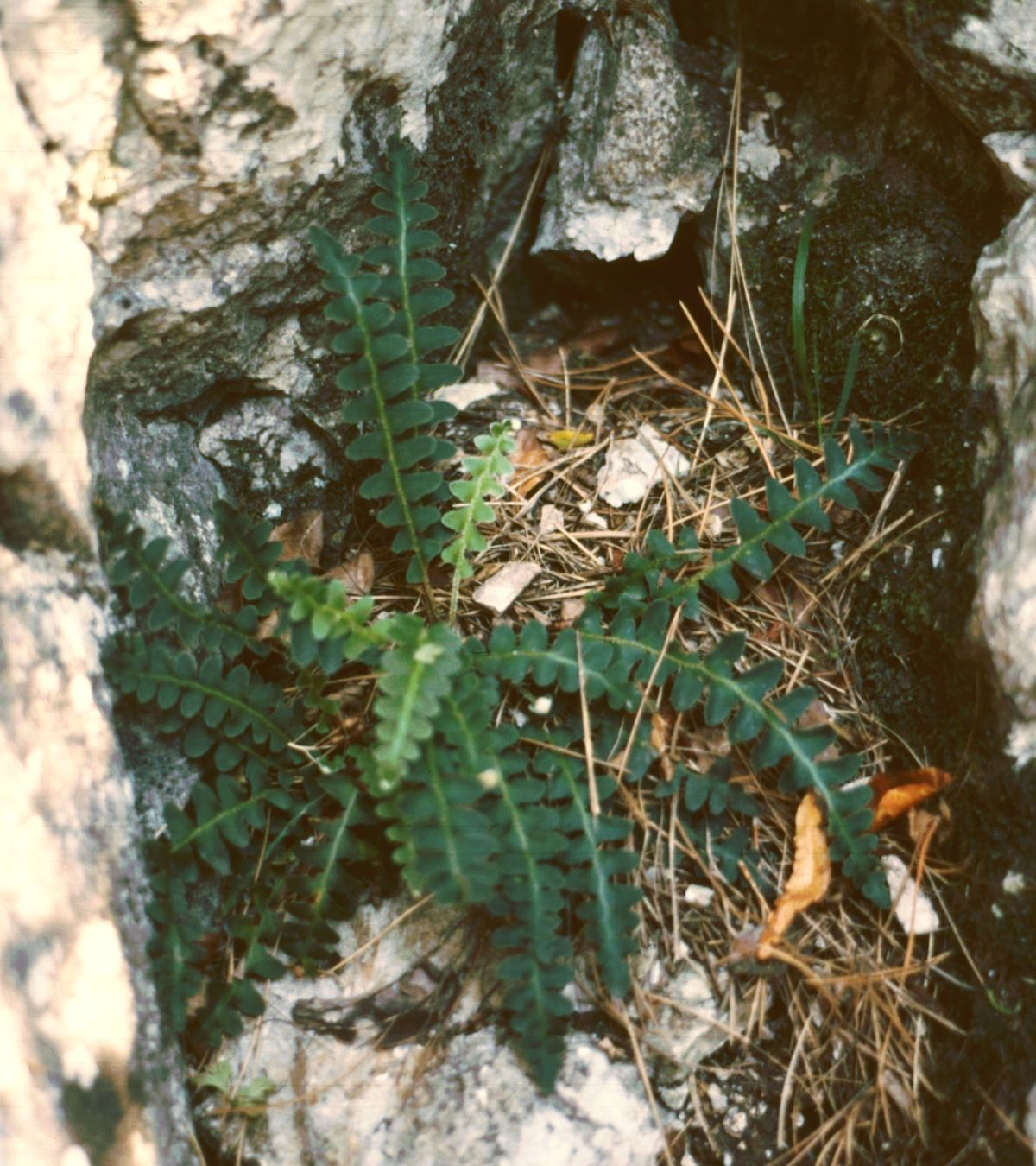
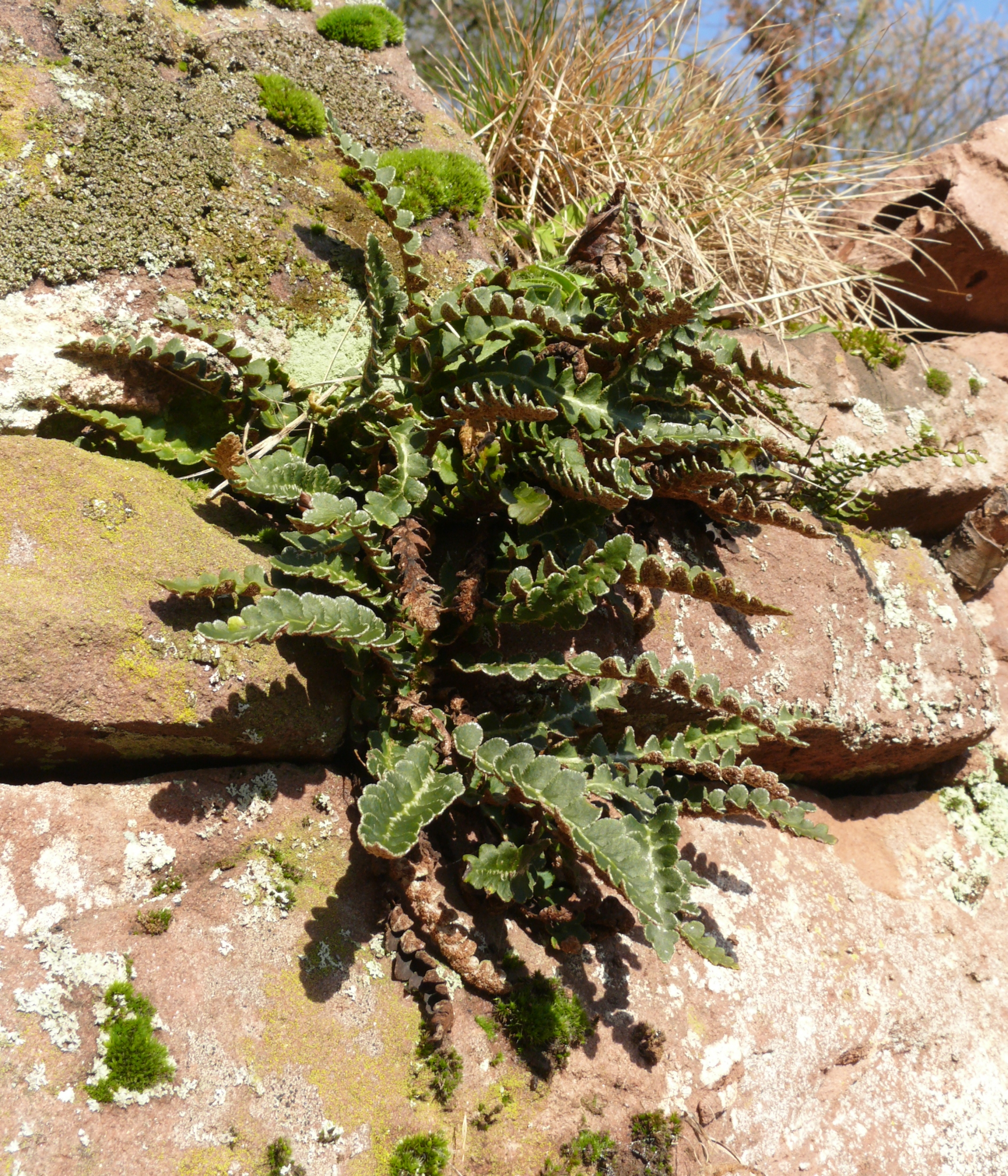
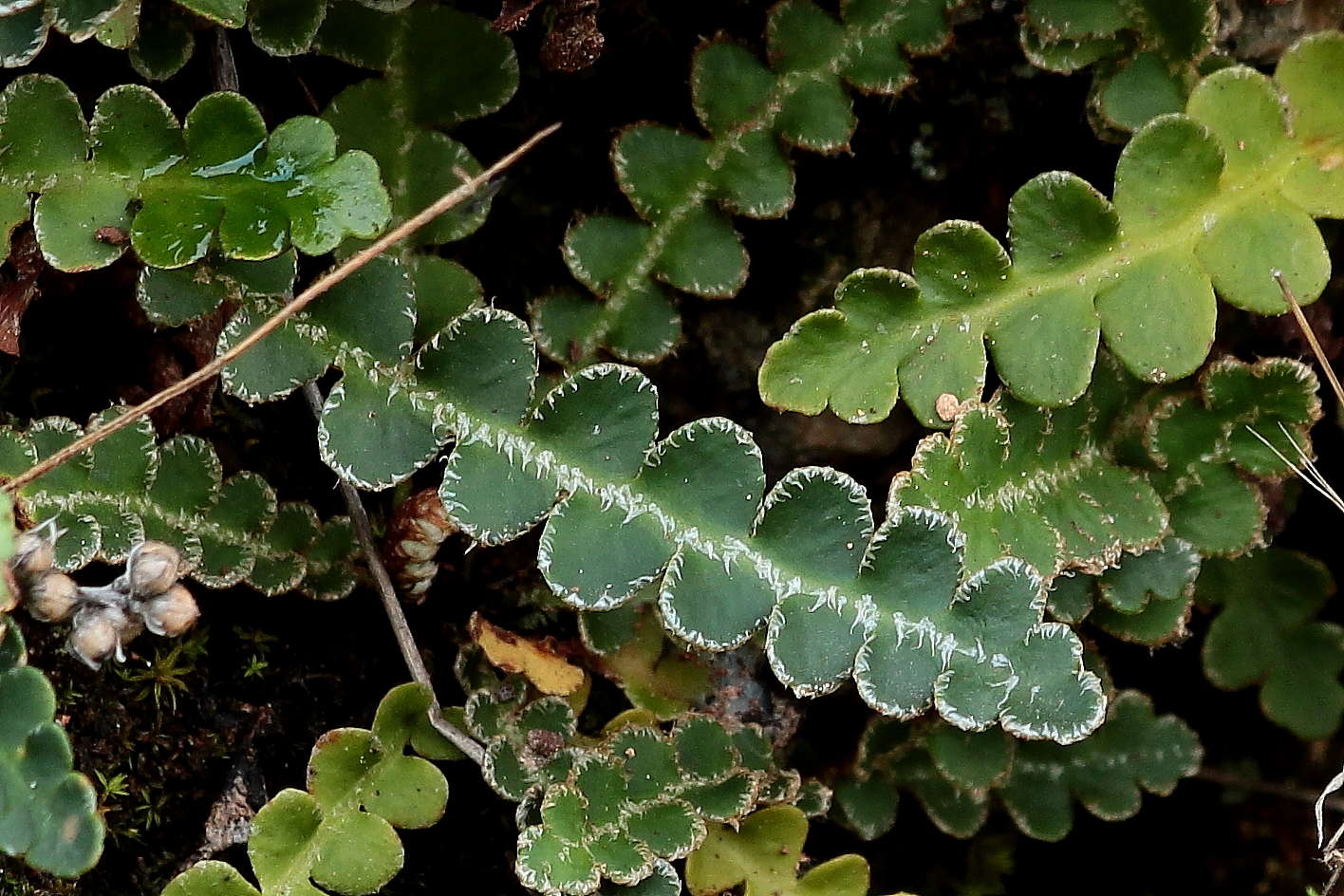
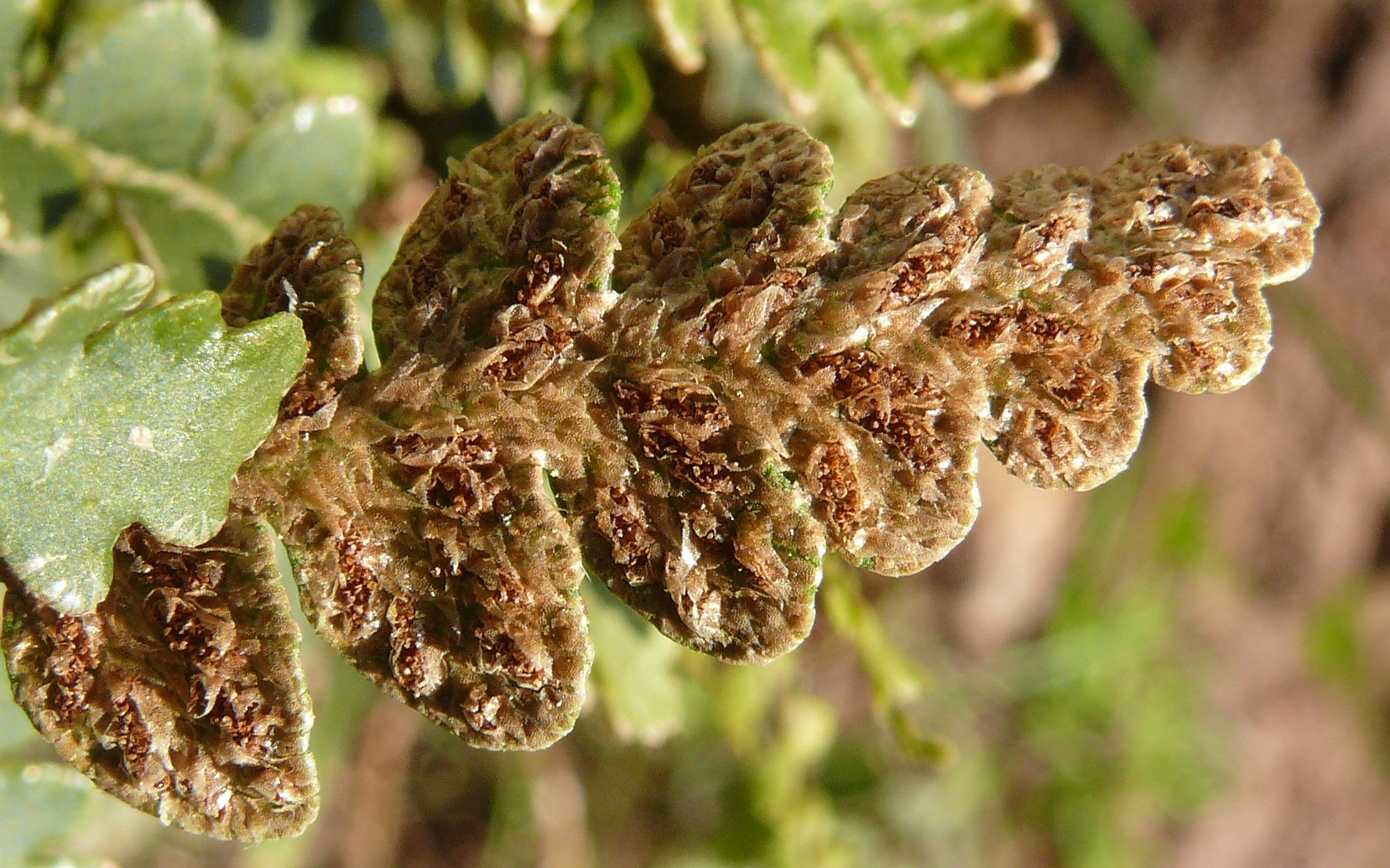
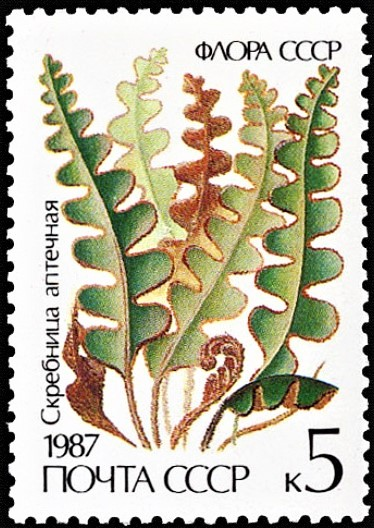
Скребница аптечная на почтовой марке СССР